# 광시 텔레비전
광시 텔레비전 (广西电视台)은 중화인민공화국 광시 좡족 자치구의 성급 텔레비전 방송국으로, 1970년 10월 1일에 설립되었다.

## 연혁
- 1970년 10월 1일 : 광시 텔레비전 정식 개국.[1]
- 1997년 : 위성 채널인 광시 위성 텔레비전(广西卫视) 송출 시작.
- 1999년 4월 18일 : 광시 텔레비전 스타일 채널(广西电视台文体频道) 개국. (2006년 7월 1일, 예술 채널(综艺频道)로 개명.)
- 2002년 : 광시 텔레비전과 광시 케이블 텔레비전(广西有线电视台)이 합병, 새로운 광시 텔레비전이 설립.
- 2004년 : 광시 텔레비전 공공 채널 (广西电视台公共频道) 개국.
- 2010년 1월 1일 : ASEAN-중국 자유 무역 지대가 설립되면서, 광시 텔레비전 국제 채널(广西电视台国际频道)이 정식 개국.
- 2010년 5월 9일 : 광시 텔레비전과 광시 영상 스튜디오 (广西电影制片厂)의 합작으로 광시 텔레비전 과학 채널(广西电视台科教频道) 개국. 광시 성의 최초 교육 텔레비전 채널로 설립.
- 2014년 5월 16일 : 광시 텔레비전과 광둥 방송의 합작으로 광시 텔레비전 드라마 채널 (广西电视台影视频道) 개국. “광시 성 첫 광둥어 채널(广西第一粤语频道)”로서 설립되었다.
- 2014년 7월 18일 : 정보 채널(资讯频道)이 정식으로 뉴스 채널(新闻频道)로 개명.

## 채널 목록
- 광시 위성 텔레비전 (广西卫视) : 1997년 개국
- 예술 채널 (综艺频道) : 개국 당시 스타일 채널(文体频道)
- 도시 채널 (都市频道) : 개국 당시 광시케이블1TV(广西有线一台)
- 드라마 채널 (影视频道) : 표준중국어, 광둥어의 2개 국어로 송출. 개국 당시 광시케이블3TV(广西有线三台)였다.
- 뉴스 채널 (新闻频道) : 개국 당시 광시케이블TV 경제 채널(广西有线电视台经济频道), 정보 채널(资讯频道), 2014년 7월 18일에 현재 이름이 되었다.
- 공공 채널 (公共频道) : 2004년 개국.
- 교육 채널 (科教频道) : 광시TV와 광시 필름 스튜디오(广西电影制片厂) 합작 채널. 제작 부서는 광시TV 방송국에 있지 않지만, 멀지 않은 곳에서 편집부가 있다.
- 교통 채널 (交通频道) : 광시 교통전문채널
- 쇼핑 채널 (乐思购频道) : 개국 당시 광시케이블2TV(广西有线二台), 합병 후 광시 스포츠 채널(广西体育频道), 스포츠 자원이 충분하지 않아 시청률이 낮아서, 이후 쇼핑 채널로 개편.
- 국제 채널 (国际频道) : 2010년 1월 1일 개국, 광시 성 최초의 국제 채널.
- 모바일 버스 채널 (移动公交频道)